# Dracula (serial telewizyjny)
Dracula – serial telewizyjny produkcji brytyjskiej stacji telewizyjnej Sky Living oraz amerykańskiej sieci telewizyjnej NBC. Serial wyprodukowany był w Londynie przez Carnival Films i emitowany od 25 października 2013 na kanale  NBC. Dracula jest adaptacją książki Brama Stokera o tym samym tytule. W Polsce swoją premierę miał 1 maja 2014 roku na Canal+.
10 maja 2014 roku stacja NBC podjęła decyzję o anulowaniu serialu po jednym sezonie.

## Fabuła
Rok 1896 – Dracula przybywa do Londynu pod przykrywką amerykańskiego przedsiębiorcy, który chce przekonać wiktoriańskie społeczeństwo do nowych technologii. Alexander Grayson (Dracula) zainteresowany jest zwłaszcza energią elektryczną, która może rozświetlić Londyn. Prawdziwym powodem przybycia Draculi do Londynu jest zemsta na ludziach, którzy rzucili na niego klątwę nieśmiertelności. Wszystko idzie zgodnie z planem do momentu, kiedy spotyka Minę Murray, która bardzo przypomina jego nieżyjącą żonę.

## Obsada
- Jonathan Rhys Meyers jako Dracula / Alexander Grayson / Vlad Tepes[4]
- Jessica De Gouw jako Mina Murray[5]
- Oliver Jackson-Cohen jako Jonathan Harker, dziennikarz[6]
- Katie McGrath jako Lucy Westenra, najlepsza przyjaciółka Miny[7]
- Nonso Anozie jako R.M. Renfield, lojalny powiernik Graysona[7]
- Victoria Smurfit jako Lady Jayne Wetherby, która ma obsesję na punkcie Graysona[8]
- Thomas Kretschmann jako Abraham Van Helsing[6]

## Role drugoplanowe
- Matt Barber jako Campbell
- Michael Nardone jako Hermann Kruger
- Ben Miles jako Browning

## Odcinki
| Nr | Tytuł                  | Reżyseria    | Scenariusz                   | Premiera             | Premiera        |
| -- | ---------------------- | ------------ | ---------------------------- | -------------------- | --------------- |
| 1  | The Blood is the Life  | Steve Shill  | Cole Haddon                  | 25 października 2013 | 1 maja 2014     |
| 2  | A Whiff of Sulphur     | Steve Shill  | Daniel Knauf                 | 1 listopada 2013     | 8 maja 2014     |
| 3  | Goblin Merchant Men    | Andy Goddard | Harley Peyton                | 8 listopada 2013     | 15 maja 2014    |
| 4  | From Darkness to Light | Andy Goddard | Tom Grieves                  | 15 listopada 2013    | 22 maja 2014    |
| 5  | The Devil’s Waltz      | Nick Murphy  | Nicole Taylor                | 29 listopada 2013    | 29 maja 2014    |
| 6  | Of Monsters and Men    | Nick Murphy  | Katie Lovejoy                | 6 grudnia 2013       | 5 czerwca 2014  |
| 7  | Servant to Two Masters | Brian Kelly  | Rebecca Kirsch               | 3 stycznia 2014      | 12 czerwca 2014 |
| 8  | Come to Die            | Brian Kelly  | Harley Peyton                | 10 stycznia 2014     | 19 czerwca 2014 |
| 9  | Four Roses             | Tim Fywell   | Jesse Peyronel, Daniel Knauf | 17 stycznia 2014     | 26 czerwca 2014 |
| 10 | Let There Be Light     | Tim Fywell   | Cole Haddon                  | 24 stycznia 2014     | 3 lipca 2014    |